# Marcel Bayard
Pour les articles homonymes, voir Bayard.
Marcel Bayard (1895-1956) est un mathématicien français.
Professeur général à l'École nationale supérieure des télécommunications, il a établi en 1936 les résultats généralement attribués à Bode sur la stabilité des boucles de rétroaction (Relations de Bayard-Bode, ou simplement de Bode, également Relations de Kramers-Kronig). 
Ingénieur en chef à la direction de l'exploitation télégraphique au ministère des Postes, Marcel Bayard a travaillé sur la pose de câbles sous-marins.
Pour lui rendre hommage, un navire câblier a été nommé Marcel Bayard.

## Biographie

### Carrière professionnelle
- École polytechnique (Promotion X1919S)
- Ingénieur au service des câbles sous-marins (1923)
- Direction de l'Exploitation Télégraphique (1927-1941)
- Directeur des études à l'École Nationale Supérieure des Télécommunications (1941-1945)
- Professeur général à l'École Nationale Supérieure des Télécommunications (1945 (ou avant) - 1954 (ou après))
- Ingénieur en chef à la Direction de l'Exploitation Télégraphique au ministère des Postes
- Inspecteur général adjoint des PTT (1945, 1948)
- Directeur du Service des Câbles Sous-Marins (1945)
- Ingénieur général des Télécommunications (1954)
- Vice-président de la Société mathématique de France.

### Engagement politique
Marcel Bayard animait le Cercle marxiste de Paris, petit groupe de militants du Communisme de conseils. Ce petit groupe d'ultra-gauche, le seul en France se réclamant alors du communisme de conseils rejoint l'Union communiste en 1936. Pour Henry Chazé, "Bayard et son petit groupe étaient probablement un résidu de l'expérience de L'Ouvrier communiste. Mais [il ne peut] le garantir".

## Publications
- Sur la propagation des ondes le long des lignes de transmission et sur le calcul de l'onde résultante après les réflexions successives aux extrémités, bulletin de la Société française des électriciens N°23, mars 1943.
- Théorie de la transmission Télégraphique, cours à l'École nationale des PTT, non daté
- Cours d'électricité théorique, cours à l'École Nationale des Télécommunications, 1945 et 1948.
- Théorie des réseaux de Kirchhoff-régime sinusoïdal et synthèse, collection technique et scientifique du CNET, 1954